# J. Robert Oppenheimer
J. Robert Oppenheimer, all'anagrafe Julius Robert Oppenheimer (New York, 22 aprile 1904 – Princeton, 18 febbraio 1967), è stato un fisico statunitense.

Firma di J. Robert Oppenheimer

La sua popolarità è legata soprattutto alla costruzione della prima bomba atomica come direttore del progetto Manhattan e alla successiva crisi di coscienza che lo indusse al rifiuto di lavorare alla bomba all'idrogeno.
Tra i suoi contributi più importanti figura, contemporaneamente a George Gamow, la spiegazione dell'effetto tunnel quantistico. Diede inoltre contributi alla scoperta del positrone, studiò il fenomeno degli sciami atmosferici di raggi cosmici e il collasso gravitazionale di stelle di grandi dimensioni. Fece anche studi sul bombardamento di nuclei pesanti con deuteroni.

## Biografia
Il padre, Julius Seligmann Oppenheimer,  fu un ebreo tedesco emigrato negli Stati Uniti da Hanau nel 1888 e divenuto in seguito un ricco importatore tessile, mentre la madre, Ella Friedman, era una statunitense di origini tedesche, esperta d'arte, istruita a Parigi e con un atelier a New York; anche suo fratello minore Frank (1912-1985) è stato un fisico.
Oppenheimer frequentò la scuola New York Society for Ethical Culture e al terzo anno iniziò a studiare privatamente con un docente di chimica, materia nella quale nel 1922 si iscrisse ad Harvard, per passare a fisica dopo il primo anno. Suo mentore fu Percy Williams Bridgman, futuro premio Nobel per la Fisica. Proseguì gli studi al laboratorio Cavendish, presso l'Università di Cambridge, diretto da Ernest Rutherford. Seguì un periodo di crisi d'identità che superò con l'aiuto di uno psicologo. Dopo essersi laureato a Harvard nel 1925 summa cum laude, lavorò come studente ricercatore, per un breve periodo, a Cambridge presso il laboratorio di Joseph Thomson, un celebre fisico sperimentale. Oppenheimer continuò le sue ricerche in vari altri centri di fisica europei fra cui quelli di Leida, Gottinga e Zurigo.

### Carriera accademica
Nel 1926 decise di continuare gli studi all'Università Georg-August di Gottinga in Germania e nel dicembre dello stesso anno spedì l'articolo La teoria quantistica degli spettri continui alla rivista tedesca Zeitschrift für Physik. Tre mesi dopo ottenne il dottorato e strinse amicizia con importanti fisici europei. Nel biennio 1927-1928 Oppenheimer si mise in evidenza con le sue ricerche atte a semplificare l'indagine degli spettri molecolari e, insieme a Born, scrisse un lavoro sulla approssimazione adiabatica o approssimazione di Born-Oppenheimer, punto di riferimento per gli studi nel settore molecolare.
Il 1928 fu l'anno della scoperta dell'effetto tunnel, utilizzato da George Gamow per spiegare il decadimento alfa, nel quale una particella alfa (un nucleo di elio) è emessa da un nucleo atomico perché riesce a superarne la barriera di potenziale del nucleo, anche se ha un'energia cinetica inferiore a tale barriera. Sempre nel 1928 Oppenheimer spiegò come anche un debole campo elettrico fosse in grado, per effetto tunnel, di liberare gli elettroni dal nucleo originario (articolo sui Proceedings of the National Academy of Sciences del marzo 1928).
Alla fine del 1928 trascorse un periodo nei Paesi Bassi all'Università di Leida, dove la cattedra di fisica teorica era detenuta da Paul Ehrenfest. Successivamente, nei primi sei mesi del 1929, assieme a Wolfgang Pauli, si fermò all'ETH di Zurigo prima di vagliare le offerte arrivate dall'America. La questione dibattuta, in quel frangente, era La teoria quantistica dell'elettrone di Paul Dirac, che oltre a suscitare consensi provocò qualche critica per le contraddittorietà dello stato degli elettroni. Oppenheimer partecipò al dibattito e formulò le sue osservazioni alle teoria di Dirac. In questa occasione si avvicinò alla scoperta dei positroni, indicando che le lacune positive non potevano certamente essere protoni, bensì particelle aventi una massa uguale a quella dell'elettrone.
Ritornato in patria nel 1929, divise i suoi impegni fra l'Università di Berkeley ed il Caltech, distinguendosi sia come ricercatore sia come insegnante di fisica teorica. Fu impegnato, per lo più, in studi con acceleratori di particelle sul bombardamento di nuclei pesanti con deuteroni. Indagò il fenomeno degli sciami atmosferici di raggi cosmici. Nel 1939 pubblicò La contrazione gravitazionale, con cui gettò le basi teoriche sulle ultime fasi dei processi stellari, ipotizzando l'esistenza di stelle di neutroni e buchi neri.

### Direzione del progetto Manhattan

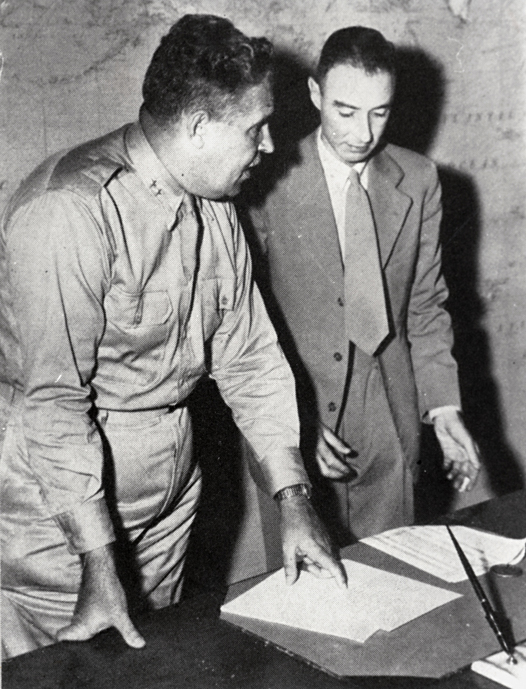
Oppenheimer (a destra) con il generale Leslie Groves, capo militare del progetto Manhattan

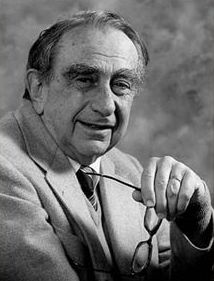
Edward Teller

Oppenheimer  eccelleva per chiarezza di idee, capacità di sintesi, intuizione e di doti organizzative: grazie alle sue abilità, nel 1942 il governo degli Stati Uniti lo chiamò a dirigere il progetto Manhattan. Oppenheimer si circondò dei migliori fisici nucleari del mondo, costituendo il gruppo di ricerca più importante che sia mai esistito nella storia della scienza. A differenza di molti suoi colleghi, fu sempre consapevole della propria parte di responsabilità per il lancio dell'atomica su Hiroshima e Nagasaki: «I fisici hanno conosciuto il peccato» fu il suo sconsolato commento dopo l'esplosione della bomba di Hiroshima. Secondo un aneddoto diffuso ma apocrifo, venti giorni prima, durante il Trinity test, aveva pronunciato un'altra frase, ripresa dal Bhagavadgītā, passata alla storia: «Sono diventato Morte, distruttore di mondi». In realtà, in interviste di molto successive, ha dichiarato che tale frase gli era venuta in mente al momento dell'esplosione, durante il test del primo ordigno nucleare.

### Dopoguerra, inchiesta e riabilitazione
Nel dopoguerra, come presidente del comitato consultivo della commissione per l'energia atomica, si oppose alla costruzione della bomba all'idrogeno, ritenendo che un'arma di tale potenza non avrebbe risolto i problemi strategici degli USA, ma piuttosto ne avrebbe abbassato il livello etico; sosteneva piuttosto l'utilità della realizzazione di armi nucleari tattiche.
Le sue posizioni erano però in antitesi con l'indirizzo dell'USAF, la cui componente prevalente era l'aviazione strategica, e si scontrarono con le ambizioni di scienziati come Edward Teller e politici come Joseph McCarthy, che nel 1954 lo colpì con un'inchiesta al termine della quale gli fu vietato l'accesso ai segreti atomici poiché in passato aveva manifestato simpatie comuniste. Fu grazie alla comunità scientifica, che con Einstein alla guida insorse contro questa decisione, che nel giro di pochi mesi fu confermato nel ruolo di direttore e professore dell'Institute for Advanced Studies di Princeton, carica che mantenne fino alla morte.
A partire dal 1954, Oppenheimer visse per diversi mesi all'anno sull'isola di Saint John, nelle Isole Vergini Americane. Nel 1957 acquistò un terreno di 2 acri (0,81 ettari) sulla spiaggia di Gibney, dove costruì una modesta casa sulla spiaggia. Passava molto tempo a navigare con sua figlia Toni e sua moglie Katherine "Kitty" Puening.
La prima apparizione pubblica di Oppenheimer dopo la revoca della sua autorizzazione di sicurezza avvenne durante una conferenza intitolata "Prospettive nelle arti e nelle scienze", parte del programma radiofonico del Bicentenario dell'Università di Columbia, chiamato "Il diritto dell'uomo alla conoscenza". In questa occasione, Oppenheimer espose la sua filosofia e le sue riflessioni sul ruolo della scienza nel mondo moderno.
Nel febbraio 1955, il presidente dell'Università di Washington, Henry Schmitz, annullò improvvisamente l'invito rivolto a Oppenheimer per una serie di conferenze, provocando un'ondata di indignazione tra gli studenti. In risposta, 1200 studenti firmarono una petizione di protesta e bruciarono un'effigie di Schmitz. Nello stesso periodo, lo Stato di Washington dichiarò illegale il Partito Comunista e impose a tutti i dipendenti pubblici di prestare un giuramento di fedeltà.
Edwin Albrecht Uehling, presidente del dipartimento di fisica e collega di Oppenheimer a Berkeley, presentò un appello al senato accademico dell'università, e la decisione di Schmitz fu infine ribaltata con 56 voti favorevoli contro 40. Sebbene Oppenheimer facesse una breve sosta a Seattle per cambiare aereo durante un viaggio in Oregon e incontrasse alcuni docenti dell'Università di Washington per un caffè, non tenne mai lezioni presso quell'università.
Oppenheimer era sempre più preoccupato per il pericolo potenziale che le invenzioni scientifiche avrebbero potuto rappresentare per l'umanità. Si unì ad Albert Einstein, Bertrand Russell, Józef Rotblat e ad altri eminenti scienziati e accademici per fondare ciò che sarebbe diventata, nel 1960, la World Academy of Art and Science. In modo significativo, dopo la sua umiliazione pubblica, non firmò le principali proteste aperte contro le armi nucleari degli anni '50, compreso il Manifesto Russell-Einstein del 1955, né partecipò, nonostante fosse stato invitato, alla prima conferenza di Pugwash su Scienza e Affari Mondiali nel 1957.
Nei suoi discorsi e scritti pubblici, Oppenheimer sottolineava continuamente la difficoltà di gestire il potere della conoscenza in un mondo in cui la libertà della scienza nello scambiare idee era sempre più ostacolata da questioni politiche. Oppenheimer tenne le Lezioni Reith alla BBC nel 1953,  successivamente pubblicate come "Scienza e la Comune Comprensione". Nel 1955, Oppenheimer pubblicò "La Mente Aperta", una raccolta di otto conferenze che aveva tenuto dal 1946 sul tema delle armi nucleari e della cultura popolare. Oppenheimer respingeva l'idea della diplomazia nucleare basata sulla forza. "Gli obiettivi di questo paese nel campo della politica estera", scrisse, "non possono essere realizzati in modo reale o duraturo con la coercizione".
Nel 1957, i dipartimenti di filosofia e psicologia di Harvard invitarono Oppenheimer a tenere le Lezioni William James. Un influente gruppo di ex-alunni di Harvard guidato da Edwin Ginn, che includeva Archibald Roosevelt, protestò contro la decisione. Circa 1.200 persone affollarono il Sanders Theatre per ascoltare le sei lezioni di Oppenheimer, intitolate "La Speranza dell'Ordine". Oppenheimer tenne le Lezioni Whidden presso l'Università di McMaster nel 1962, e queste furono pubblicate nel 1964 come "Il Trapezio Volante: Tre Crisi per i Fisici".
Privato del potere politico, Oppenheimer continuò a tenere conferenze, scrivere e lavorare sulla fisica. Girò l'Europa e il Giappone, tenendo discorsi sulla storia della scienza, sul ruolo della scienza nella società e sulla natura dell'universo. Nel settembre 1957 la Francia gli conferì l'onorificenza di Ufficiale della Legion d'Onore e il 3 maggio 1962 fu eletto membro straniero della Royal Society in Gran Bretagna. Su consiglio di molti amici politici di Oppenheimer che erano saliti al potere, il presidente John F. Kennedy gli conferì nel 1963 l'Enrico Fermi Award come gesto di riabilitazione politica. Anche Teller, vincitore del premio l'anno precedente, aveva raccomandato che Oppenheimer lo ricevesse, con la speranza di rimarginare la frattura tra loro. Poco più di una settimana dopo l'assassinio di Kennedy, il suo successore, il presidente Lyndon Johnson, consegnò a Oppenheimer il premio "per i contributi alla fisica teorica, come insegnante e ideatore e per la leadership del Laboratorio di Los Alamos e del programma di energia atomica durante gli anni critici". Oppenheimer disse a Johnson: "Credo, signor Presidente, che per fare questo gesto oggi ci siano volute un po' di carità e un po' di coraggio."
La riabilitazione implicata dal premio era in parte simbolica, poiché Oppenheimer non aveva ancora un'autorizzazione di sicurezza e non poteva influire sulla politica ufficiale, ma il premio era accompagnato da uno stipendio di 50000 dollari esentasse e la sua assegnazione suscitò l'indignazione di molti prominenti repubblicani al Congresso. Jacqueline, la vedova del presidente Kennedy, ancora residente alla Casa Bianca, volle incontrare Oppenheimer per dirgli quanto suo marito avesse voluto che lui ricevesse la medaglia. Quando era ancora senatore nel 1959, Kennedy aveva contribuito con il suo voto a negare a Lewis Strauss, il nemico di Oppenheimer, un ambito incarico governativo come segretario al commercio, mettendo così fine alla carriera politica di Strauss. Ciò era stato in parte dovuto alle pressioni, contrarie alla nomina di Strauss, da parte della comunità scientifica favorevole ad Oppenheimer.

### Malattia e morte
Oppenheimer era un accanito fumatore e gli fu diagnosticato un cancro alla gola alla fine del 1965. Dopo un intervento chirurgico non risolutivo, fu sottoposto a un trattamento radioterapico e a una chemioterapia senza successo alla fine del 1966. Il 15 febbraio 1967 cadde in coma e morì nella sua casa a Princeton, nel New Jersey, il 18 febbraio, all'età di 62 anni. Una settimana dopo si tenne un servizio commemorativo presso l'Alexander Hall nel campus dell'Università di Princeton; parteciparono seicento persone tra suoi collaboratori scientifici, politici e militari, tra cui Bethe, Groves, Kennan, Lilienthal, Rabi, Smyth e Wigner. C'erano anche suo fratello Frank e il resto della sua famiglia, così come lo storico Arthur M. Schlesinger Jr., lo scrittore John O'Hara e George Balanchine, il direttore del New York City Ballet. Bethe, Kennan e Smyth pronunciarono dei brevi elogi funebri. Il corpo di Oppenheimer fu cremato e le sue ceneri furono poste in un'urna. Sua moglie portò le ceneri a St. John e lasciò cadere l'urna in mare, a poca distanza dalla casa sulla spiaggia.

## Opere
- J. Robert Oppenheimer, Science and the Common Understanding, 1954. Traduzione di Lodovico Terzi, Scienza e pensiero comune, Collana Biblioteca di Cultura Scientifica, Torino, Einaudi, 1958; ediz. aumentata, traduz. di Luigi Bianchi e Lodovico Terzi, Torino, Boringhieri, 1965; Collana Saggi. Scienze, Torino, Bollati Boringhieri, 2016, ISBN 978-88-339-2744-2; Collana Universale n.633, Torino, Bollati Boringhieri, 2023, ISBN 978-88-339-4125-7.
- J. Robert Oppenheimer, The Open Mind, New York, Simon and Schuster, 1955
- J. Robert Oppenheimer, The Flying Trapeze, Three Crises for Physicists, London, Oxford University Press, 1964.
- J. Robert Oppenheimer, I. I. Rabi, Oppenheimer, New York, Scribner, 1969.
- J. Robert Oppenheimer, Robert Oppenheimer, Letters and Recollections, a cura di Alice Kimball Smith e Charles Weiner, Cambridge (Massachusetts), Harvard University Press, 1980, ISBN 978-0-674-77605-0.
- J. Robert Oppenheimer, N. Metropolis, G.-C. Rota, D. H. Sharp, Uncommon Sense, Cambridge (Massachusetts), Birkhäuser Boston, 1984, ISBN 978-0-8176-3165-9.
- J. Robert Oppenheimer, Atom and Void: Essays on Science and Community, Princeton (New Jersey), Princeton University Press, 1989, ISBN 978-0-691-08547-0. Traduzione con prefazione di Emanuele Menietti, Quando il futuro sarà storia. Otto lezioni dopo Hiroshima, Collana Saggistica, Novara, UTET, 2023, 979-12-212-0814-6.

## Nella cultura di massa

### Letteratura
- Haakon Chevalier, The Man Who Would Be God, 1959. Traduzione: L'uomo che volle essere Dio. J. Robert Oppenheimer, lo scienziato della bomba atomica, PGreco, 2013, ISBN 978-88-680-2002-6. L'autore fornì con questo romanzo la propria versione sul suo presunto coinvolgimento nei tentativi dello spionaggio sovietico d'arruolare Oppenheimer.
- Ivan Supek, Proces stoljeća (Il processo del secolo), 1963. Romanzo che narra dell'inchiesta contro Robert Oppenheimer.
- Heinar Kipphardt, In der Sache J. Robert Oppenheimer. Schauspiel, frei nach den Dokumenten, 1964. Traduzione di Luigi Lunari, Sul Caso di J. Robert Oppenheimer. Dramma liberamente desunto dai documenti, Torino, Einaudi, 1964.
- Louisa Hall, Trinity: A Novel, Ecco, 2018. Traduzione di Monica Pareschi, Vita di un uomo, Collana Scrittori italiani e stranieri, Milano, Mondadori, 2019, ISBN 978-88-047-0793-6.

### Teatro
- In der Sache J. Robert Oppenheimer (Sul Caso di J. Robert Oppenheimer) (1964). Opera di Heinar Kipphardt, rappresentata in prima assoluta alla Münchner Kammerspiele di Monaco di Baviera l’11 ottobre 1964.
- Doctor Atomic (2005). Opera[8] di John Adams che ha avuto molteplici rappresentazioni.[5]

### Cinema
- La morte è discesa a Hiroshima (The Beginning Or The End). Film[9] hollywoodiano diretto nel 1947 da Norman Taurog, in cui Hume Cronyn interpreta Oppenheimer. Si tratta di una celebrazione propagandistica della bomba atomica,[5] direttamente controllata dal Pentagono e dalla Casa Bianca.[10]
- L'ombra di mille soli (Fat Man and Little Boy negli USA - Shadow Makers in UK). Film diretto nel 1989 da Roland Joffé, in cui Dwight Schultz interpreta Oppenheimer.[5]
- Oppenheimer (2023). Film diretto da Christopher Nolan, in cui Cillian Murphy interpreta Oppenheimer. È basato sulla biografia di Kai Bird e Martin J. Sherwin American Prometheus: The Triumph and Tragedy of J. Robert Oppenheimer del 2005, libro vincitore del Premio Pulitzer.

### Televisione
- Atomic Power! (1946). Documentario[11] di 18 minuti che ricostruisce il Trinity test, in cui Robert Oppenheimer interpreta se stesso.[5]
- In der Sache J. Robert Oppenheimer (Sul Caso di J. Robert Oppenheimer) (1964). Opera teatrale di Heinar Kipphardt trasmessa da una televisione tedesca (Hessischer Rundfunk), in cui Charles Regnier interpreta Oppenheimer.
- Oppenheimer (1980). Serie televisiva prodotta dalla BBC, in cui Sam Waterston interpreta Oppenheimer.[5]
- The day after Trinity (1981). Documentario vincitore del Peabody Award,[5] che contiene precedenti interviste ai protagonisti del Progetto Manhattan.
- Manhattan (2014-2015). Serie televisiva americana, in cui Daniel London interpreta Oppenheimer.[5]